# Flavio Chigi (Kardinal, 1631)

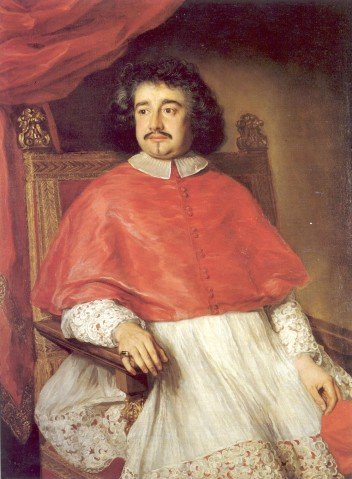
Kardinal Flavio Chigi (Porträt von Jacob Ferdinand Voet im Palazzo Chigi, Ariccia)

Flavio Chigi (der Ältere) (* 10. Mai 1631 in Siena; † 13. September 1693 in Rom) war ein Kurienkardinal der katholischen Kirche, zuletzt als Kardinalbischof der suburbikarischen Bistümer Albano und Porto und Santa Rufina. Zur Unterscheidung von zwei späteren Kardinälen des gleichen Namens wird er auch Flavio Chigi seniore oder Flavio I. Chigi genannt.

## Leben und Wirken

Kardinalswappen (schematische Darstellung)

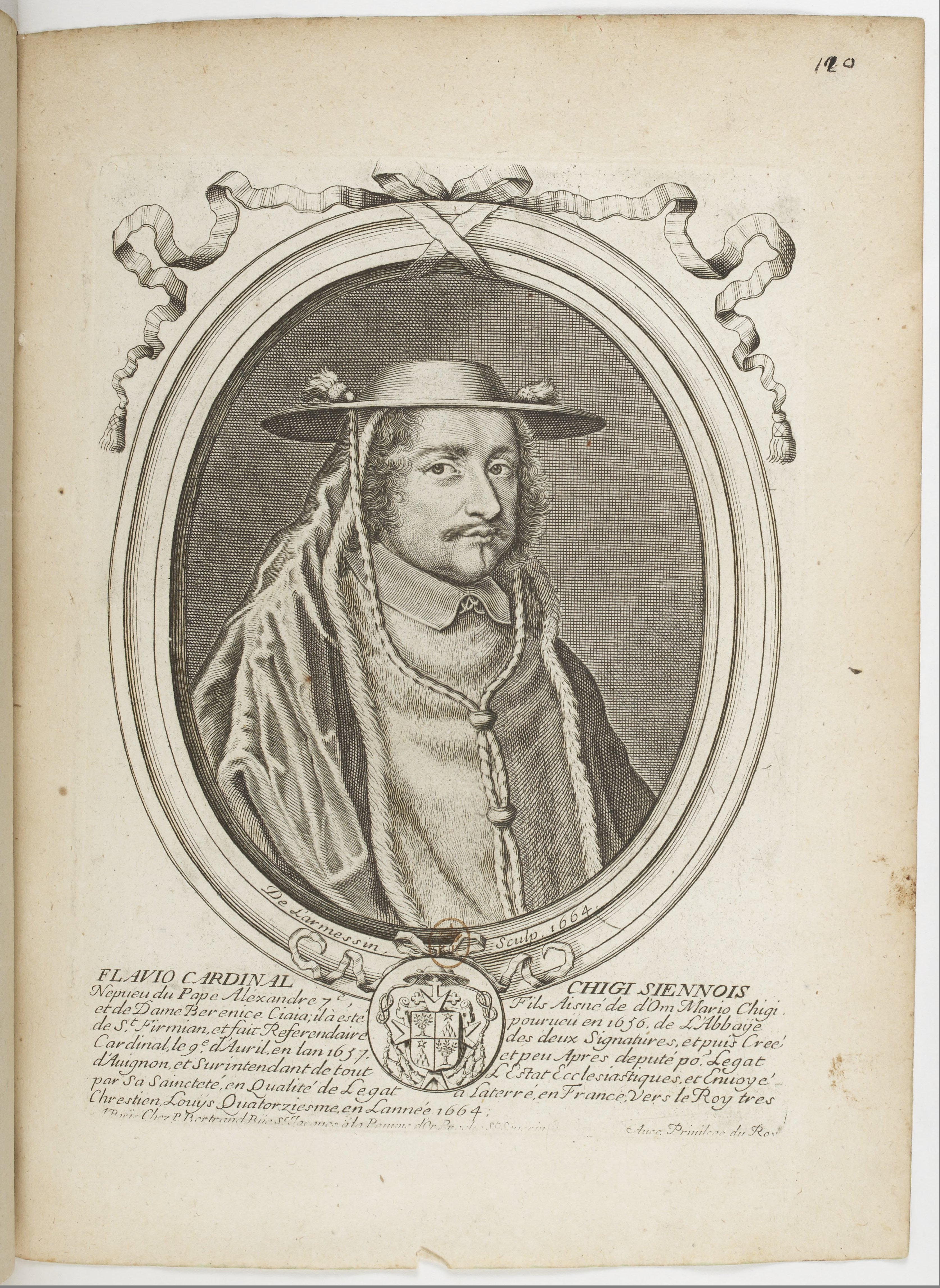
Flavio Kardinal Chigi mit Kardinalshut (Porträt als Kupferstich von Nicolas de Larmessin, 1690)

Der Sohn von Mario Chigi und Berenice della Ciaia studierte Philosophie und Jura, er wurde zum Doctor iuris utriusque promoviert. Die Priesterweihe empfing er 1656. Im Konsistorium vom 9. April 1657 wurde er von seinem Onkel, Papst Alexander VII., zum Kardinal kreiert und trat in die Funktion des päpstlichen Kardinalnepoten ein, der die Familiengeschäfte im Kirchenstaat zu führen hatte. Als Kardinal war er zunächst Kardinalpriester von Santa Maria del Popolo (1657–1686).
Am 18. März 1686 wurde Chigi zum Kardinalbischof von Albano ernannt. Die Bischofsweihe spendete ihm am 24. März desselben Jahres im Kloster von San Sisto in Rom Paluzzo Paluzzi Altieri degli Albertoni, Präfekt der Kongregation Propaganda Fide und Camerlengo der Heiligen Römischen Kirche; Mitkonsekratoren waren Erzbischof Francesco Casati und der Bischof von Valva e Sulmona Gregorio Carducci. 1689 wechselte er auf den suburbikarischen Bischofssitz von Porto und Santa Rufina.
Weiterhin hatte Flavio Chigi folgende Kurienämter inne: 1659–1681 Bibliothekar der Vatikanischen Bibliothek, Juli–November 1661 Präfekt der Apostolischen Signatur, 1661–1693 Präfekt der Kurie, 1673–1674 Camerlengo des Kardinalskollegiums.

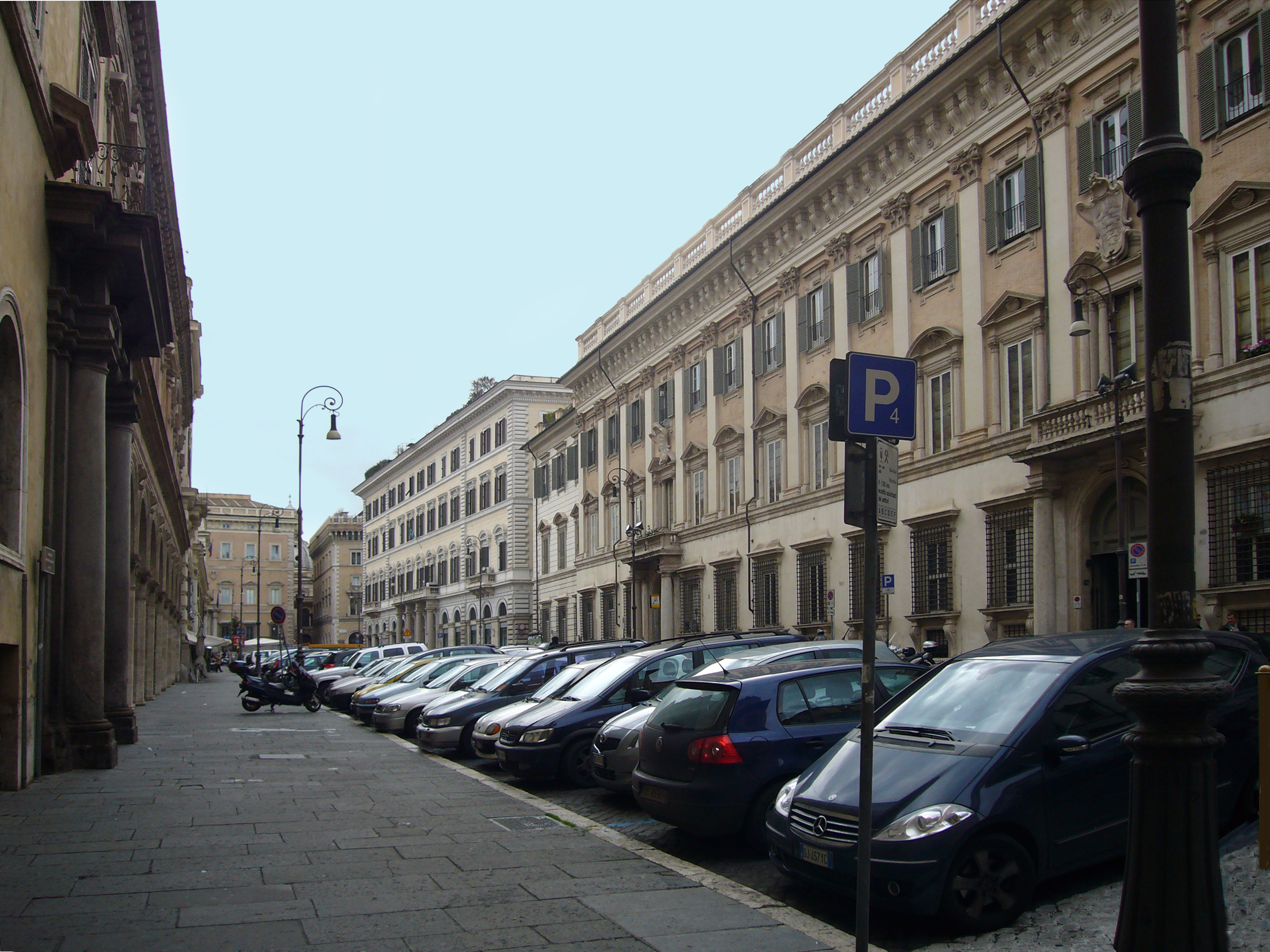
Palazzo Odescalchi in Rom (rechts)

Mit Geldern aus der päpstlichen Schatulle kaufte er zwischen 1659 und 1662 die nördlich von Rom gelegenen Orte Campagnano di Roma, Cesano, Formello und Sacrofano von den stark verschuldeten Herzögen von Bracciano aus der Familie Orsini, woraufhin der Papst dieses Gebiet zum Fürstentum Campagnano erhob. Im Jahre 1680 ließ er die Villa Cetinale errichten. Er ließ außerdem den heute als Palazzo Odescalchi bekannten Palast an der Piazza SS. Apostoli von Gian Lorenzo Bernini erbauen und brachte in ihm seine umfängliche Antikensammlung unter, die im Jahre 1728 an August den Starken, König von Polen und Kurfürst von Sachsen, verkauft wurde und heute den Hauptteil der Skulpturensammlung in Dresden bildet.
Im Familiensitz der Chigi, dem Palazzo Chigi in Ariccia, ließ der Kardinal eine Galerie römischer Schönheiten (Stanza delle Belle) einrichten – unter den Porträtierten befanden sich auch Maria Mancini und ihre Schwester Ortensia, zwei ehemalige Mätressen Ludwigs XIV; Maria Mancini war mittlerweile eine Fürstin Colonna und die Geliebte Flavio Chigis.
Er nahm am Konklave 1689 teil, das Papst Alexander VIII. wählte, ferner am Konklave 1691, aus dem Innozenz XII. als Papst hervorging.
Beigesetzt wurde der Kardinal in der Familienkapelle der Chigi in der Kirche Santa Maria del Popolo.